# Endophloeus exculptus
Endophloeus exculptus is een keversoort uit de familie somberkevers (Zopheridae). De wetenschappelijke naam van de soort werd in 1847 gepubliceerd door Ernst Friedrich Germar.